# 盛岡藩

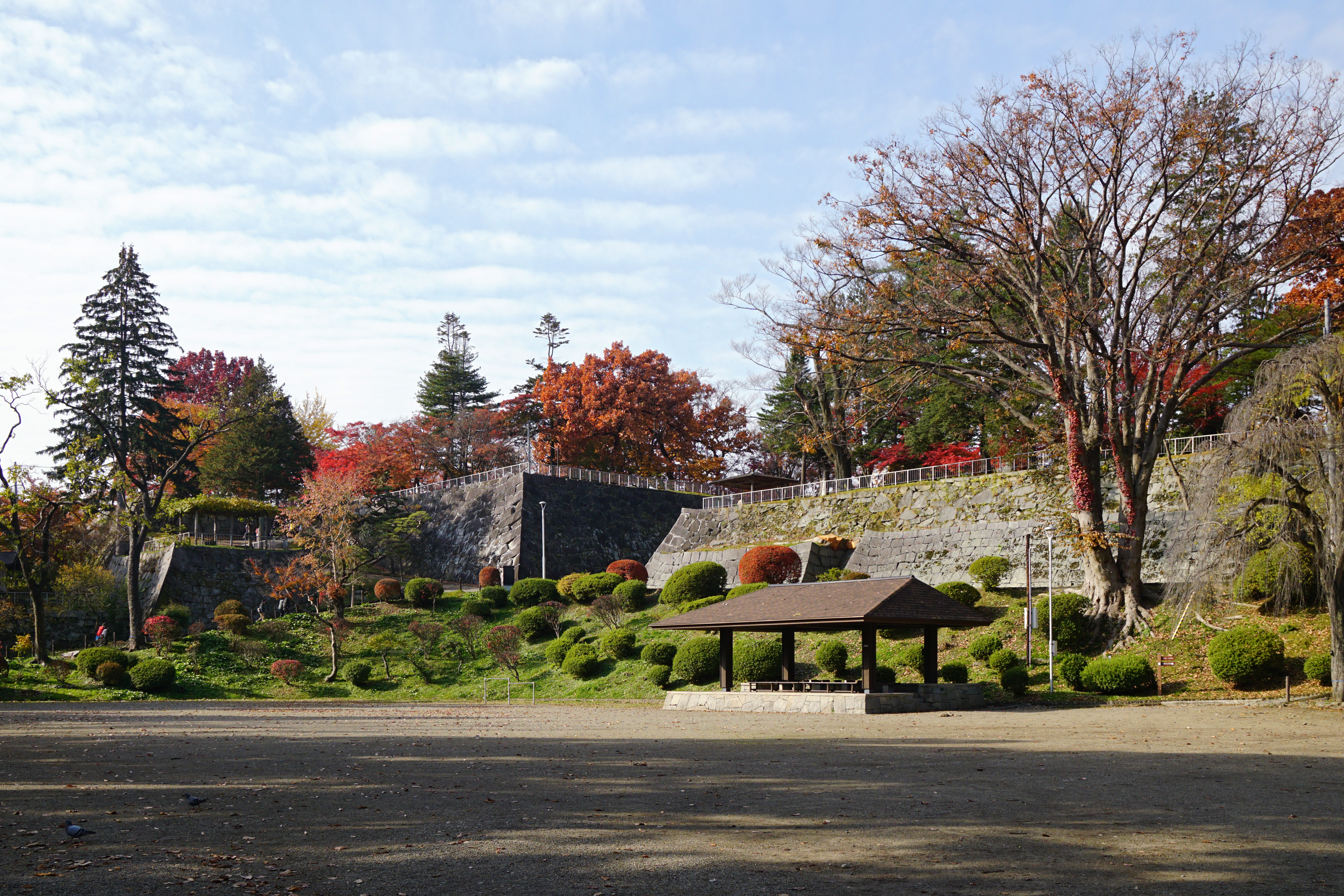
盛岡藩的藩廳盛岡城

盛岡藩（日语：／ Morioka han */?）是日本江戶時代位於東北地方陸奧國一個藩屬領地（相當於現今岩手縣中北部及青森縣東部），藩主是南部氏。俗稱南部藩。石高10萬。盛岡藩的支藩是八戶藩及七戶藩，藩主同樣是南部氏家族的成員。
盛岡藩在江戶時代對蝦夷地的開發有功，並得到了德川家康頒發的同蝦夷貿易的黑印狀。在戊辰戰爭中，由於藩主南部利剛是德川齊昭的女婿，盛岡藩支持江戶幕府，參加了奧羽越列藩同盟，被新政府封為朝敵。但最終戰敗投降，被轉封到了陸奧國的白石城，稱白石藩。
1870年由於藩的財政困難，盛岡藩主動向明治政府提議廢藩置縣，被改為盛岡縣，次年改名岩手縣。

## 歷代藩主
1. 南部信濃守利直
2. 南部山城守重直
3. 南部大膳大夫重信
4. 南部信濃守行信
5. 南部備後守信恩
6. 南部大膳亮利幹
7. 南部大膳大夫利視
8. 南部大膳大夫利雄
9. 南部大膳大夫利正
10. 南部大膳大夫利敬
11. 南部吉次郎利用

南部家家紋

  - 南部大膳大夫利用（由幕府將軍委任，因吉次郎早死）
12. 南部信濃守利済
13. 南部甲斐守利義
14. 南部美濃守利剛
15. 南部甲斐守利恭

| 次                   | 姓名     | 父母                  | 生卒年        | 任免年        | 諡號 | 院號                   | 子嗣   |
| -------------------- | -------- | --------------------- | ------------- | ------------- | ---- | ---------------------- | ------ |
| 1                    | 南部利直 | 父南部信直 母慈照院   | 1576年—1632年 | 1599年—1632年 | —    | 南宗院殿月溪晴公大居士 | 7子3女 |
| 2                    | 南部重直 | 父南部利直 母源秀院   | 1606年—1664年 | 1632年—1664年 | —    | 即性院殿三峯宗玄大居士 | 無子女 |
| 3                    | 南部重信 | 父南部利直 母慈德院   | 1616年—1702年 | 1664年—1692年 | 西卒 | —                      | 5子2女 |
| 4                    | 南部行信 | 父南部重信 母大智院   | 1642年—1702年 | 1692年—1702年 | —    | 德雲院殿玉翁宗冊大居士 | 4子5女 |
| 5                    | 南部信恩 | 父南部行信 母慈恩院   | 1678年—1707年 | 1702年—1707年 | —    | 了因養方靈嚴院大居士   | 2子1女 |
| 6                    | 南部利幹 | 父南部行信 母不詳     | 1689年—1725年 | 1707年—1725年 | —    | 雄山宗英靈德院大居士   | 2子    |
| 7                    | 南部利視 | 父南部信恩 母不詳     | 1708年—1752年 | 1725年—1752年 | —    | 宜山宗明天量院大居士   | 6子1女 |
| 8                    | 南部利雄 | 父南部利幹 母不詳     | 1724年—1779年 | 1752年—1779年 | —    | 機翁宗鑑養源院大居士   | 1子1女 |
| 9                    | 南部利正 | 父南部利視 母瀨山氏   | 1751年—1784年 | 1779年—1784年 | —    | 南岳宗薫義德院大居士   | 2子4女 |
| 10                   | 南部利敬 | 父南部利正 母不詳     | 1782年—1820年 | 1784年—1820年 | —    | 龍岳宗文神鼎院大居士   | 無子女 |
| 11a                  | 南部利用 | 父南部信丞 母年姬     | 1808年—1821年 | 1820年—1821年 | —    | 延命地藏尊常孝院大居士 | 無子女 |
| 11b                  | 南部利用 | 父南部信淨 母桂壽院   | 1803年—1825年 | 1821年—1825年 | —    | 義山宗仁養德院大居士   | 1女    |
| 12                   | 南部利濟 | 父南部利謹 母清鏡院   | 1797年—1855年 | 1825年—1847年 | —    | 顯道宗祗靈承院大居士   | 6子1女 |
| 13                   | 南部利義 | 父南部利濟 母楢山烈子 | 1824年—1888年 | 1847年—1848年 | —    | 源心院殿樂翁宗心大居士 | 3子7女 |
| 14                   | 南部利剛 | 父南部利濟 母楢山烈子 | 1828年—1896年 | 1848年—1868年 | —    | —                      | 1仔1女 |
| 15                   | 南部利恭 | 父南部利剛 母德川明子 | 1855年—1903年 | 1868年—1870年 | —    | —                      | 2子2女 |
| 以下起為盛岡南部伯爵 |          |                       |               |               |      |                        |        |
| 16                   | 南部利祥 | 父南部利恭 母不詳     | 1882年—1905年 | 1903年—1905年 | —    | —                      | 無子女 |
| 17                   | 南部利淳 | 父南部利恭 母不詳     | 1884年—1930年 | 1905年—1930年 | —    | —                      | 無子女 |
| 18                   | 南部利英 | 父一條實輝 母不詳     | 1907年—1980年 | 1930年—1980年 | —    | —                      | 3子？  |
| 以下起為盛岡南部宗家 |          |                       |               |               |      |                        |        |
| 19                   | 南部利昭 | 父南部利英 母不詳     | 1935年—2009年 | 1980年—2009年 | —    | —                      | 1子？  |
| 20                   | 南部利文 | 父南部利久 母不詳     | ？年—         | 2009年—       | —    | —                      |        |

## 支藩
盛岡藩共有兩個支藩：八戶藩和七戶藩。

### 八戶藩
八戶藩是盛岡藩的一個支藩，其居城位於陸奧國三戶郡的八戶城（位於今青森縣八戶市內丸）。1664年設置。這個支藩是根據德川將軍的命令而設置，其與只是名義上盛岡藩的支藩，實際上與盛岡藩的關係是獨立的。廢藩置縣後，改為八戶縣，後併入弘前縣（青森縣）。

#### 歷代藩主
- 初代 南部左衛門佐直房
- 2代 南部遠江守直政
- 3代 南部遠江守通信
- 4代 南部甲斐守廣信
- 5代 南部遠江守信興
- 6代 南部甲斐守信依
- 7代 南部伊勢守信房
- 8代 南部左衛門尉信真
- 9代 南部遠江守信順

### 七戶藩
七戶藩，別名盛岡新田藩，也是盛岡藩的一個支藩，居城為陸奧國北郡的七戶城（今青森縣上北郡七戶町附近）。1819年根據德川將軍的命令而設置，其藩主為旗本格。戊辰戰爭中支持江戶幕府。廢藩置縣中被改為七戶縣，後併入弘前縣（青森縣）。

#### 歷代藩主
- 初代 南部播磨守信鄰
- 2代 南部丹波守信誉
- 3代 南部美作守信民
- 4代 南部信方